# 예술의 자유
예술의 자유(artistic freedom) 또는 예술적 자유는 "정부 검열, 정치적 간섭 또는 비국가 행위자의 압력 없이 다양한 문화적 표현을 상상하고 창조하고 배포할 수 있는 자유"로 정의할 수 있다. 일반적으로 예술의 자유는 예술가가 자유롭게 예술을 창조하기 위해 얻는 독립성의 정도를 나타낸다. 더욱이 예술적 자유는 "시민이 예술적 표현에 접근하고 문화 생활에 참여할 권리를 의미하며, 따라서 민주주의의 핵심 문제 중 하나이다." 예술을 자유롭게 창조하는 데 필수적인 자유의 정도는 예술가와 그들의 창조적 표현을 보호, 장려, 통제 또는 검열하기 위해 설립된 국가 기구의 유무에 따라 다르다. 이것이 바로 일반적인 표현의 자유, 특히 예술적 표현의 자유를 보장하기 위해 보편적, 지역적, 국가적 법률 조항이 제정된 이유이다. 2013년 유엔 인권이사회 특별보고관 파리다 샤히드(Farida Shaheed)는 "문화권 분야 보고서: 표현의 자유와 창작의 자유"를 발표하여 현재의 상황, 특히 문화권에 대한 포괄적인 연구를 제공한다. 본 연구에서는 예술적 자유를 “'창작할 권리'나 '문화생활에 참여할 권리'를 넘어서는 기본적 인권으로 제시했다”고 밝혔다. 이는 예술적 표현과 창의성에 필수적인 기본 자유의 범위를 강조한다. 이동과 결사의 자유. "예술적 자유의 상태"는 예술 검열 모니터인 프리뮤즈(Freemuse)가 매년 발행하는 통합 보고서이다.

## 같이 보기
- 언론의 자유
- 유엔
- 유네스코
- 피해자 없는 범죄